# Szlagwort
Szlagwort (niem. Schlagwort) – wyraz lub zwrot w piosence łatwy do zapamiętania, wpadający w ucho, hasłowy. Zazwyczaj pojawia się w tytule, na początku piosenki lub w refrenie. Często decyduje o sukcesie utworu. Szlagwort niekiedy żyje własnym życiem, stając się obiegowym zwrotem, pojawia się w tytułach prasowych.

## Przykłady szlagwortów
- Miłość ci wszystko wybaczy (Hanka Ordonówna)
- Taka gmina (Jerzy Wasowski, Jeremi Przybora, Taka gmina)
- Yeah yeah yeah (The Beatles, She Loves You)
- Przeleć mnie (Alibabki, Tango zalotne – przeleć mnie, sł. Jan Tadeusz Stanisławski)
- Cicha woda brzegi rwie (Zbigniew Kurtycz, Cicha woda)
- Live is Life (Opus)
- Biełyje rozy (Jurij Szatunow)